# Galium rivale
Galium rivale là một loài thực vật có hoa trong họ Thiến thảo. Loài này được (Sibth. & Sm.) Griseb. mô tả khoa học đầu tiên năm 1844.